# Kiyoura Keigo
Kiyoura Keigo  (Kamoto; 14 de Fevereiro de 1850 — 5 de Novembro de 1942) foi um político do Japão. Ocupou o lugar de primeiro-ministro do Japão de 5 de janeiro de 1924 a 11 de junho de 1924.